# Автоспорт (журнал)
«Автоспо́рт» — перший і єдиний у світі журнал про автомобільний спорт, який видавався українською мовою при інформаційному сприянні Автомобільної Федерації України. Роки видання: 1996 — 2000. Видавець — ТзОВ «Кубок Карпат», Львів. 
Головна мета видання — пропаганда автомобільного спорту та ознайомлення широких мас любителів автомобільного спорту про події в Україні та світі.

## Тематика видання
Згідно з назвою видання приділяло увагу виключно подіям в автомобільному спорті. Матеріали кожного випуску поділялися на дві великі групи — «Автоспорт в Україні» та «Зарубіжний автоспорт».
У розділі «Зарубіжний автоспорт» постійні рубрики:
- Перегони світу
- Авторалі Європи
- Авторалі Росії
- Авторалі світу
- Ралі-рейди
- Формула-1
- CART

Розділ  «Автоспорт в Україні» складався з регулярних рубрик:
| - На чемпіонатах України - Ралі в Україні - Картинг - Автокрос - Трекові перегони - Кільцеві перегони України - Ралі другої категорії - Ралійні автомобілі - Безпека перегонів | - Чемпіонам майбутнього - Інтерв'ю з учасниками чемпіонатів - Знайомтесь — екіпаж - Як стати гонщиком - Тест-драйв - Обличчя переможця - Фан-клуб - Знайомство - Ноу-хау |

## Історія

Еволюція логотипів журналу «Автоспорт»

- Сигнальний номер газети «Світ Авто» (8 повноколірних шпальт формату А3) побачив світ у серпні 1996 року, як «Інформаційний випуск Одеського автоклубу». Ініціатором створення місячника, його видавцем та промоутером був український автогонщик Василь Ростоцький, згодом багаторазовий чемпіон України з ралі.
- У 1996 році вийшло два номери (№ 1 та № 2 по 12 повноколірних шпальт формату А3) газети з титульною назвою «Світ Авто - Всеукраїнська газета автоспорту». В подальшому формат  (12 шпальт А3, повний колір) газети лишався незмінним аж до переходу на журнальний формат
- 1997 рік — вийшло 11 номерів
- 1998 рік — вийшло 12 номерів (№№ 1-7 по 16-20 шпальт формат А3, повний колір; №№ 8-12 журнальний варіант:  36 шпальт формату А4 повний колір). Від № 4 газета видається з маркетингових міркувань під назвою «Світ Авто - всеукраїнська газета про АВТОСПОРТ» з впровадженням на титульну сторінку логотипу майбутнього журналу «Автоспорт»
- 1999 рік — з 1 січня 1999 відбулася офіційна зміна назви видання на Журнал «АВТОСПОРТ». Вийшло 12 номерів журналу.
- 2000 рік: світ побачив тільки один подвійний зошит журналу «Автоспорт» (№ 1-2, 200). Журнал припинив існування через фінансові труднощі видавця.

Головним спонсором видання з 1996 до 2000 року була транснаціональна фінансово-промислова нафтова компанія «УКРТАТНАФТА».

## Творчий колектив

### Головні редактори, шеф-редактори
- Ольга Бондаренко 1996 – 1998 роки
- Володимир Прасоленко (шеф-редактор № 4, 1998 – № 6, 1998)
- Ірина Паславська 1998 – 2000 роки

### Журналісти, кореспонденти та інші автори
| - Оксана Садова (Львів, заступник головного редактора 1996-1998, кільце, ралі, крос, картинг, FAU, інтерв'ю з гонщиками) - Павло Скобленко (Львів, консультант з питань зарубіжного автоспорту) - Роман Вибрановський (Львів) - Віктор Армяновський (Запоріжжя, картинг) - Олександр Анастасов (Росія, Авторалі Росії) - Олег Рибак (Львів) - Михайло Житомирський (Автокрос) - Алла Андрущенко - Сергій Гоч - Іван Киянченко (Президент Федерації картингу України) - Вікторія Перерва - Микола Шредер (генеральний секретар FAU) - Богдан Лунь - Павло Осташенков (Львів, кільцеві автоперегони) - Наталія Бельдій - Валентин Лопушенко - Павло Карнаух - Наталя Колесник - Георгій Мазурашу - Павло Коверга - Олесь Зарицький - Сергій Суховський | {{{2}}} |

### Художники, художні редактори
- Анна Сокурова
- Юрій Афонін
- Ірина Балдіна

### Фото
- Юрій Афонін
- Володимир Васинчук

### Перекладачі
- Артем Луговий
- Ірина Марутяк
- Ірина Гальчинська
- Олекса Швець

### Літредактори, коректори
- Олена Кузнєцова
- Емілія Огар
- Марина Дубовик
- Надія Мисик
- Ірина Юреня

### Технічне та компьютерне забезпечення, верстка
- Михайло Багрій
- Віктор Гарай
- Вікторія Прокоф’єва
- Володимир Гикавий